# From "Lady Oscar" to the movie "Buon lavoro"
From “Lady Oscar” to the movie “Buon lavoro” è un doppio album di Clara Serina pubblicato nel 2022 dalla Music universe a.c.m..

## Tracce
CD1
1. Don't Forget My Love
2. Supereroe
3. Mamma Rama
4. Non dimenticare
5. Emociones
6. Volano i pensieri
7. Lady Oscar Dance
8. Apemaia
9. Costruire
10. Tipiti
11. Mamma Rama (Remix)
12. Canto Africa
13. Meglio ancor del cioccolato
14. Baila condominio (feat. Benito Urgu)

CD2
1. Supereroe (Instrumental)
2. Mamma Rama (Instrumental)
3. Non dimenticare (Instrumental)
4. Volano i pensieri (Instrumental)
5. Apemaia (Instrumental)
6. Costruire (Instrumental)
7. Tipiti (Instrumental)
8. Canto Africa (Instrumental)
9. Meglio ancor del cioccolato (Instrumental)
10. Baila condominio (Instrumental)